# Raphaël Lewisohn
Raphaël Lewisohn né le 17 mai 1863 à Hambourg et mort le 1er mai 1923 à Paris est un peintre et lithographe allemand.

## Biographie

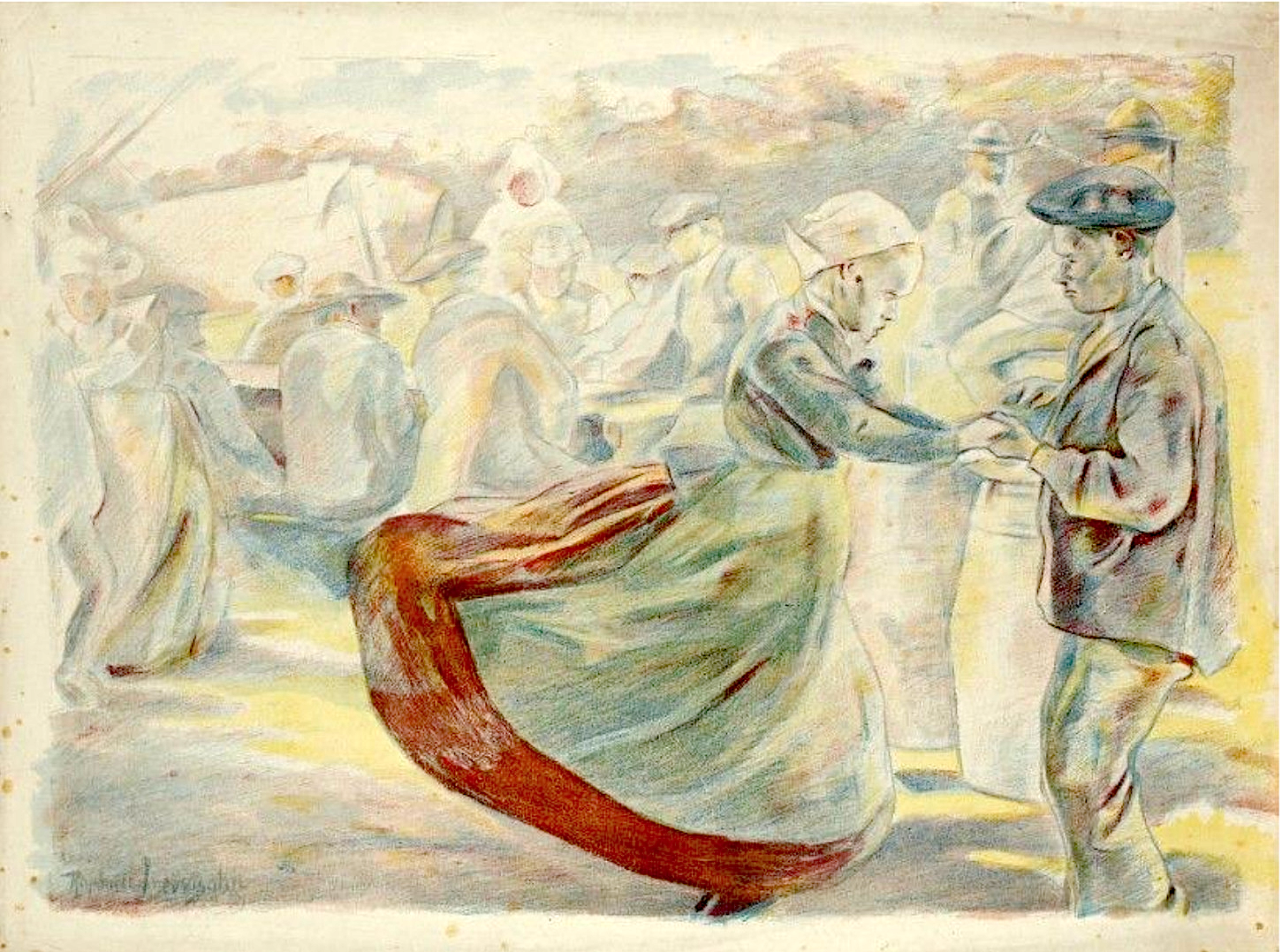
La Danse en Bretagne, lithographie en couleurs, pour l'album des éditions Ambroise Vollard (1897).

Raphaël Lewisohn est le fils de Samuel Lewisohn et de Pauline Jessel.
Peintre de genre, il expose à Munich entre 1891 et 1893, puis émigre en France.
Élève de William Bouguereau, Henri Michel-Lévy et Tony Robert-Fleury, il expose au Salon des artistes français à partir de 1889, et jusqu'en 1894.
Il expose ensuite au Salon de la Société des beaux-arts, de 1895 à 1914, et il devient membre de cette société.
Avant 1898, il s'essaye à la lithographie en couleurs, et livre une estampe originale à Ambroise Vollard pour son deuxième recueil (1897).
En 1905, il expose au Salon d'automne.
Veuf de Marguerite Fournier, il épouse en secondes noces Marthe Cécile Noël.
Il réside Avenue Junot à Paris où il meurt le 1er mai 1923.

## Conservation
- La Vallée du Loir, huile sur toile, avant 1906, musée municipal de Saint-Nazaire[7].